# Радецкое Будище
Радецкое Будище (укр. Радецьке Будище) — село на Украине, находится в Пулинском районе Житомирской области.
Код КОАТУУ — 1825482205. Население по переписи 2001 года составляет 33 человека. Почтовый индекс — 12015. Телефонный код — 4131. Занимает площадь 0,73 км².

## Адрес местного совета
12015, Житомирская область, Пулинский р-н, с. Кошелевка, ул. Ленина, 19